# Bruno Pischiutta
Bruno Pischiutta (Codroipo, 15 febbraio 1947) è un regista cinematografico, produttore cinematografico e attore italiano.

## Biografia
Bruno Pischiutta dopo essersi laureato a Trieste nel 1971 in lettere e filosofia e si è trasferito a Roma, iniziando la carriera come regista ed autore di teatro d'avanguardia sperimentale.
Nel 1973 ha fondato la scuola di teatro "Centro Iniziative Azione Culturale" (CIAC), con cui ha diretto due film utilizzando lo pseudonimo di Fred Ballantine.
Nel 1972 alla Mostra del Cinema di Venezia, riceve il Premio della Critica come miglior attore non protagonista per la sua interpretazione in Uomini contro diretto da Francesco Rosi, nel 1980 dirige il lungometraggio La Comoedia vincendo un premio al New York Film & TV Festival.
Nel 1983 Pischiutta emigrò in Canada, dove fondò la Toronto Pictures. Da allora ha prodotto film per la televisione è stato uno dei primi produttori a lavorare per la pay TV.
Nel 2013 ha diretto il Brasov Film Festival in Romania.

## Filmografia parziale

### Regia e produttore

#### Cinema
- Compagne nude (1977)
- Il suicidio di Elsa (1978)
- Isola meccanica (1978)
- Ultimo incontro a Venezia (1978)
- The Comoedia (1980)
- The Bounty Hunters (1985)
- Life's Charade (1987)
- The Telegram (1989)
- The Glassblower (1990)
- Lured (1993)
- Easy Weekend (1996)
- Maybe (2003)

#### Televisione
- Solo miseria e poi... è sempre così (1971) - documentario
- Telemoda (1985)
- La piazzetta (1985)
- La vetrina del successo (1986)
- Brasov: Probably the Best City in the World (2013) - documentario

### Attore
- Rosolino Paternò, soldato, regia di Nanni Loy (1970)
- Uomini contro, regia di Francesco Rosi (1970)
- Compagne nude (1977)
- Isola meccanica (1978)
- Ultimo incontro a Venezia (1980)
- The Telegram (1989)